# GoForce
NVIDIA GoForce — линейка чипсетов, предназначенных преимущественно для портативных устройств, таких как PDA и мобильные телефоны.

## Возможности

### GoForce 2150
Поддержка 1.3-мегапиксельной камеры, JPEG и 2D-ускорения.

### GoForce 3000/GoForce 4000
Поддержка 1.3-мегапиксельной камеры и кодека MPEG-4/H.263 (GoForce 3000 — это бюджетная версия GoForce 4000 с ограниченными функциями).

### GoForce 4500
Поддержка 3D-графики (геометрический процессор и программируемые пиксельные шейдеры).

### GoForce 4800
Поддержка 3.0-мегапиксельной камеры и 3D-графики.

### GoForce 5500
GoForce 5500 — это мультимедийный процессор. Позволяет производить декодирование звука и изображения в таких форматах, как WMV, WMA, MP3, MP4, MPEG, JPEG и поддерживает H.264. Также имеется 24-битный 64-голосный звуковой процессор, поддержка 10-мегапиксельной камеры и обновленная 3D-подсистема.

### GoForce 5300
Оснащен 2.25 МБ встроенной памяти eDRAM (embedded DRAM) от TSMC, изготовленной по 65-нм технологическому процессу.

### GoForce 6100
GoForce 6100 — первый процессор приложений от NVIDIA . Имеется поддержка 10-мегапиксельной камеры и интегрированный модуль Wi-Fi 802.11b/g/i/e с аналоговым внешним интерфейсом и ядро ARM1176JZ-S с рабочей частотой 250 МГц.

## Реализации
- Acer N300 PDA
- HTC Foreseer
- iMate Ultimate 6150
- iMate Ultimate 8150
- iRiver G10
- Kyocera W41K
- Kyocera W51K
- Kyocera W52k
- LG KC 8100
- Mitsubishi M900
- Motorola C975 (GoForce 3000)
- Motorola C980 (GoForce 3000)
- Motorola E770 (GoForce 4000)
- Motorola E1000 (GoForce 3000)
- Motorola E1060 (GoForce 4000)
- Motorola E1070 (GoForce 3000 и GoForce 4000 в новых ревизиях)
- Motorola V975 (GoForce 3000)
- Motorola V980 (GoForce 3000)
- Motorola V1050 (GoForce 3000)
- Motorola V1075  (GoForce 3000 и GoForce 4000 в новых ревизиях)
- Motorola RAZR V3x (GoForce 4800)
- Motorola RAZR V3xx (GoForce 4800)
- Motorola RAZR maxx V6 (GoForce 4800)
- Motorola ROKR E3 (GoForce 4000)
- Motorola SLVR L6 i-mode (GoForce 2150)
- Motorola SLVR L7 i-mode (GoForce 3000)
- O2 Xda Flame (GoForce 5500)
- Samsung i310
- Samsung SGH-P910 (GoForce 5500)
- Samsung SGH-P940
- Samsung Sync SGH-A707
- Sandisk Sansa View (GoForce 6100)
- Sendo X
- Sharp EM-ONE S01SH (GoForce 5500)
- SimCom S788
- Sony Ericsson W900 (GoForce 4800)
- Toshiba Portege G500
- Toshiba Portege G900 (GoForce 5500)
- Gizmondo (GoForce 4500)